# Grand Prix SAR La Princesse Lalla Meryem 2018
Il Grand Prix SAR La Princesse Lalla Meryem 2018 è stato un torneo femminile di tennis giocato sulla terra rossa. È stata la 18ª edizione del torneo che fa parte della categoria International nell'ambito del WTA Tour 2018. Si è giocato nel Club des Cheminots di Rabat, in Marocco, dal 30 aprile al 5 maggio 2018.

## Partecipanti

### Teste di serie
| Giocatrice    | Nazionalità        | Ranking* | Testa di serie |
| ------------- | ------------------ | -------- | -------------- |
| Belgio        | Elise Mertens      | 17       | 1              |
| Slovacchia    | Dominika Cibulková | 33       | 2              |
| Croazia       | Petra Martić       | 36       | 3              |
| Ungheria      | Tímea Babos        | 38       | 4              |
| Svizzera      | Timea Bacsinszky   | 46       | 5              |
| Kazakistan    | Zarina Diyas       | 52       | 6              |
| Serbia        | Aleksandra Krunić  | 53       | 7              |
| Taipei cinese | Hsieh Su-wei       | 59       | 8              |

* Ranking al 23 aprile 2018.

### Altre partecipanti
Le seguenti giocatrici hanno ricevuto una Wild card:
- Timea Bacsinszky
- Diae El Jardi
- Katarina Zavatska

Le seguenti giocatrici sono entrate in tabellone tramite il ranking protetto:
- Kristína Kučová
- Bethanie Mattek-Sands

Le seguenti giocatrici sono passate dalle qualificazioni:

- Paula Badosa Gibert
- Fiona Ferro
- Sílvia Soler Espinosa
- Tamara Zidanšek

Le seguenti giocatrici sono entrate in tabellone come lucky loser:
- Alexandra Dulgheru
- Magdalena Fręch

### Ritiri
Prima del torneo
- Timea Bacsinszky → sostituita da  Magdalena Fręch
- Catherine Bellis → sostituita da  Christina McHale
- Kateryna Bondarenko → sostituita da  Sara Errani
- Kateryna Kozlova → sostituita da  Alexandra Dulgheru
- Tatjana Maria → sostituita da  Kristína Kučová
- Maria Sakkarī → sostituita da  Jana Fett

Durante il torneo
- Paula Badosa Gibert
- Laura Siegemund

## Punti
| Evento    | V   | F   | SF  | QF | 2T   | 1T | Q    | Q3   | Q2   | Q1   |
| Singolare | 280 | 180 | 110 | 60 | 30   | 1  | 18   | 14   | 10   | 1    |
| Doppio    | 280 | 180 | 110 | 60 | N.D. | 1  | N.D. | N.D. | N.D. | N.D. |

## Montepremi
| Evento    | V       | F       | SF      | QF     | 2T     | 1T     | Q3     | Q2   | Q1   |
| Singolare | $43,000 | $21,400 | $11,300 | $5,900 | $3,310 | $1,925 | $1,005 | $730 | $530 |
| Doppio    | $12,300 | $6,400  | $3,435  | $1,820 | N.D.   | $960   | N.D.   | N.D. | N.D. |

## Campionesse

### Singolare
Elise Mertens ha sconfitto in finale  Ajla Tomljanović con il punteggio di 6-2, 7–6(4).
- È il quarto titolo in carriera per Mertens, terzo della stagione.

### Doppio
Anna Blinkova /  Ioana Raluca Olaru hanno sconfitto in finale  Georgina García Pérez /  Fanny Stollár con il punteggio di 6-4, 6-4.